# Curvatura de les varietats de Riemann

D'esquerra a dreta: una superfície de curvatura gaussiana negativa (hiperboloide), una superfície de curvatura gaussiana zero (cilindre) i una superfície de curvatura gaussiana positiva (esfera). En dimensions superiors, una varietat pot tenir diferents curvatures en diferents direccions, descrites pel tensor de curvatura de Riemann.

En matemàtiques, específicament en geometria diferencial, la geometria infinitesimal de la curvatura de les varietats de Riemann amb dimensió superior a 2 és massa complicada per ser descrita per un sol nombre en un punt donat. Riemann va introduir una manera abstracta i rigorosa de definir la curvatura per a aquestes varietats, ara coneguda com el tensor de curvatura de Riemann. Nocions similars han trobat aplicacions a tot arreu en geometria diferencial.
Per a una discussió més elemental, vegeu l'article sobre curvatura que parla de la curvatura de corbes i superfícies en 2 i 3 dimensions, així com la geometria diferencial de superfícies.
La curvatura d'una varietat pseudo-riemanniana es pot expressar de la mateixa manera amb només petites modificacions.
Maneres d'expressar la curvatura d'una varietat de Riemann: El tensor de curvatura de Riemann:
La curvatura d'una varietat de Riemann es pot descriure de diverses maneres; el més estàndard és el tensor de curvatura, donat en termes d'una connexió Levi-Civita (o diferenciació covariant) {\displaystyle \nabla } i suport de mentida {\displaystyle [\cdot ,\cdot ]} mitjançant la fórmula següent:
La curvatura d'una varietat de Riemann es pot descriure de diverses maneres; el més estàndard és el tensor de curvatura, donat en termes d'una connexió Levi-Civita (o diferenciació covariant) {\displaystyle \nabla } i suport de mentida {\displaystyle [\cdot ,\cdot ]} mitjançant la fórmula següent:
{\displaystyle R(u,v)w=\nabla _{u}\nabla _{v}w-\nabla _{v}\nabla _{u}w-\nabla _{[u,v]}w.}
Aquí {\displaystyle R(u,v)} és una transformació lineal de l'espai tangent de la varietat; és lineal en cada argument. Si {\displaystyle u=\partial /\partial x_{i}} i {\displaystyle v=\partial /\partial x_{j}} llavors són camps vectorials de coordenades {\displaystyle [u,v]=0} i, per tant, la fórmula es simplifica a
{\displaystyle R(u,v)w=\nabla _{u}\nabla _{v}w-\nabla _{v}\nabla _{u}w}
és a dir, el tensor de curvatura mesura la no commutativitat de la derivada covariant.
La transformació lineal {\displaystyle w\mapsto R(u,v)w} també s'anomena transformació de curvatura o endomorfisme.